# Listes des universités sous tutelle du ministère de l'éducation de Chine
Les universités sous tutelle directe du Ministère de l'éducation de la République populaire de Chine (chinois simplifié : 中华人民共和国教育部直属高等学校) sont un type des établissements de l'enseignement supérieur. En Chine, les universités sous tutelle des différents ministère sont dotées plus de budget et de ressources. Il y a au total 76 universités sous tutelle directe du ministère de l'éducation jusqu'en juin 2019.

## Liste
| Province / Région Ville | Nombre | Université                                                  | Université                                         | Université                                         | Université                                                   |
| ----------------------- | ------ | ----------------------------------------------------------- | -------------------------------------------------- | -------------------------------------------------- | ------------------------------------------------------------ |
| Pékin                   | 25     | Université de Pékin                                         | Université Renmin de Chine                         | Université Tsinghua                                | University of Science and Technology Beijing                 |
| Pékin                   | 25     | Beijing University of Chemical Technology                   | Université normale de Pékin                        | Université des langues et des cultures de Pékin    | Université des langues étrangères de Pékin                   |
| Pékin                   | 25     | Université Jiao Tong de Pékin                               | Beijing University of Posts and Telecommunications | North China Electric Power University              | Université agronomique de Chine                              |
| Pékin                   | 25     | Université de communication de Chine                        | Beijing Forestry University                        | China University of Political Science and Law      | Central University of Finance and Economics                  |
| Pékin                   | 25     | Conservatoire central de musique                            | Académie centrale d'art dramatique                 | Académie centrale des beaux-arts de Chine          | Beijing University of Chinese Medicine                       |
| Pékin                   | 25     | Université de commerce international et d'économie de Pékin | China University of Geosciences                    | China University of Mining And Technology, Beijing | China University of Petroleum - Beijing                      |
| Pékin                   | 25     | University of International Relations                       |                                                    |                                                    |                                                              |
| Tianjin                 | 2      | Université de Nankai                                        | Université de Tianjin                              |                                                    |                                                              |
| Liaoning                | 2      | Université du Nord-Est                                      | Dalian University of Technology                    |                                                    |                                                              |
| Jilin                   | 2      | Université de Jilin                                         | Northeast Normal University                        |                                                    |                                                              |
| Heilongjiang            | 1      | Northeast Forestry University                               |                                                    |                                                    |                                                              |
| Shanghai                | 8      | Université Fudan                                            | Université Tongji                                  | Université Jiao-tong de Shanghai                   | Université des sciences et technologies de la Chine de l'Est |
| Shanghai                | 8      | Université de Donghua                                       | Université normale de la Chine de l'Est            | Université des études internationales de Shanghai  | Shanghai University of Finance and Economics                 |
| Jiangsu                 | 7      | Université de Nankin                                        | Université du Sud-Est                              | Hohai University                                   | Université d'agriculture de Nanjing                          |
| Jiangsu                 | 7      | China Pharmaceutical University                             | Jiangnan University                                | China University of Mining and Technology          |                                                              |
| Zhejiang                | 1      | Université du Zhejiang                                      |                                                    |                                                    |                                                              |
| Anhui                   | 1      | Hefei University of Technology                              |                                                    |                                                    |                                                              |
| Fujian                  | 1      | Université de Xiamen                                        |                                                    |                                                    |                                                              |
| Shandong                | 3      | Université du Shandong                                      | Ocean University of China                          | China University of Petroleum                      |                                                              |
| Hubei                   | 7      | Université de Wuhan                                         | Huazhong University of Science and Technology      | Université de technologie de Wuhan                 | China University of Geosciences, Wuhan                       |
| Hubei                   | 7      | Central China Normal University                             | Huazhong Agricultural University                   | Zhongnan University of Economics and Law           |                                                              |
| Hunan                   | 2      | Hunan University                                            | Central South University                           |                                                    |                                                              |
| Guangdong               | 2      | Université Sun-Yat-sen                                      | Université de technologie du Sud de la Chine       |                                                    |                                                              |
| Chongqing               | 2      | Université de Chongqing                                     | Université du Sud-Ouest                            |                                                    |                                                              |
| Sichuan                 | 4      | Université du Sichuan                                       | Université d'économie et de finance du Sud-Ouest   | Université Jiaotong du Sud-ouest                   | University of Electronic Science and Technology of China     |
| Shanxi                  | 5      | Université Jiaotong de Xi'an                                | Northwest A&F University                           | Shaanxi Normal University                          | Xidian University                                            |
| Shanxi                  | 5      | Chang'an University                                         |                                                    |                                                    |                                                              |
| Gansu                   | 1      | Lanzhou University                                          |                                                    |                                                    |                                                              |

NB : Les noms en gras ont un niveau administratif équivalant du vice-ministre.